# Albert Černý
Albert Černý (geboren op 17 februari 1989 in Třinec ) is een Tsjechische zanger en gitarist. Hij is bekend als de zanger van Charlie Straight en Lake Malawi . 
Hij ging naar een Poolse basisschool en naar een Tsjechische middelbare school in Třinec. Daarna studeerde hij Engelse vertalen aan de Palacký Universiteit in Olomouc . 

## Eurovisie Songfestival
In 2019 vertegenwoordigde hij Tsjechië op het Eurovisie Songfestival 2019 in Tel Aviv, Israël, als onderdeel van Lake Malawi . Ze zongen het nummer " Friend of a Friend " en eindigden op de 11e plaats met 157 punten. 
In januari 2020 werd bekend dat Černý zou deelnemen aan de Poolse Songfestival-selectie. Hij kwalificeerde zich voor de finale en werd tweede. 